# Sant Pere de Montfalcó Murallat
Sant Pere és una església a l'extrem de llevant de la vila closa de Montfalcó Murallat. Hi ha poques referències d'època medieval referents a la parròquia de Sant Pere. És possible que fos fundada poc després de la conquesta de Montfalcó per Bernat, comte de Berga a mitjans del segle xi, quan aquest fundà o amplià el Castell de Montfalcó. L'església formà part del bisbat d'Urgell fins a la creació de la diòcesi de Solsona al final del segle xvi. La primera referència al temple del castell es troba a l'inventari dels béns de Guillem Ramon, comte de Cerdanya, a Montfalcó d'Oluja vers els anys 1068-95.
És un edifici molt transformat, i es fa difícil destriar els elements originals. La seva estructura és d'una sola nau, coberta amb volta de canó de perfil semicircular. És capçada a llevant per un absis semicircular, obert directament a la nau. La nau es troba desfigurada per l'obertura de capelles i altars als seus murs laterals, i l'absis és tancat per un envà que el converteix en sagristia. Als peus del temple hi ha un cor elevat. La porta s'obra a la façana de ponent, totalment envoltada pels edificis de la trama urbana del poble, que també amaguen les altres façanes de l'edifici, llevat de la façana absidal, que s'integra en el conjunt del perímetre murat de Montfalcó. La porta principal està realitzada amb arc de mig punt adovellat amb imposta i guardapols decorats amb motius geomètrics molt rudimentaris. Està totalment mancada d'ornamentació, amb l'aparell de petits carreus allargassats de pedra calcària de la zona. El campanar, posterior a la construcció de l'església, i utilitzat en un primer moment com a torre de defensa, és de planta quadrada, amb les cantonades en forma de xamfrà en el cos alt i acabat en una terrassa amb balustrada.